# Campeonato Mundial de Atletismo Sub-20 de 2016
El XVI Campeonato Mundial de Atletismo Sub-20  se celebró en la ciudad de Bydgoszcz (Polonia) del 19 al 24 de julio de 2016. La sede del evento fue el Estadio Zdzisław Krzyszkowiak. Participaron 1512 atletas (831 en categoría masculina y 681 en categoría femenina), pertenecientes a 157 federaciones nacionales.
La ciudad de Kazán, Rusia, había sido elegida originalmente para albergar el evento, pero debido a la suspensión de la Federación Rusa de Atletismo por parte de la IAAF como miembro de la entidad, realizada el 13 de noviembre de 2015, la decisión fue revertida. Bydgoszcz fue elegida como la nueva sede el 7 de enero de 2016, siendo la única postulante.

## Resultados

### Masculino
| Evento                                       | Oro                                                                                       | Plata                                                                        | Bronce                                                                         |
| -------------------------------------------- | ----------------------------------------------------------------------------------------- | ---------------------------------------------------------------------------- | ------------------------------------------------------------------------------ |
| 100 m (20 de julio)                          | Noah Lyles Estados Unidos 10,17                                                           | Filippo Tortu · Italia · 10,24                                               | Mario Burke Barbados 10,26                                                     |
| 200 m (22 de julio)                          | Michael Norman Estados Unidos 20,17 RC                                                    | Tlotliso Leotlela Sudáfrica 20,59                                            | Nigel Ellis Jamaica 20,63                                                      |
| 400 m (22 de julio)                          | Abdalelah Haroun Catar 44,81                                                              | Wilbert London III Estados Unidos 45,27                                      | Karabo Sibanda Botsuana 45,45                                                  |
| 800 m (24 de julio)                          | Kipyegon Bett Kenia 1:44,95                                                               | Willy Tarbei Kenia 1:45,50                                                   | Mostafa Smaili Marruecos 1:46,02                                               |
| 1500 m (21 de julio)                         | Kumari Taki Kenia 3:48,63                                                                 | Taresa Tolosa Etiopía 3:48,77                                                | Anthony Kiptoo Kenia 3:49,00                                                   |
| 5000 m (23 de julio)                         | Selemon Barega Etiopía 13:21,21                                                           | Djamal Direh Yibuti 13:21,50                                                 | Wesley Ledama Kenia 13:23,34                                                   |
| 10 000 m (19 de julio)                       | Rodgers Kwemoi Kenia 27:25,23 RC                                                          | Aron Kifle Eritrea 27:26,20                                                  | Jacob Kiplimo Uganda 27:26,68                                                  |
| 3000 m obstáculos (24 de julio)              | Amos Kirui Kenia 8:20,43                                                                  | Yemane Haileselassie Eritrea 8:22,67                                         | Getnet Wale Etiopía 8:22,83                                                    |
| 110 m vallas, 99 cm (21 de julio)            | Markus Krah Estados Unidos 13,25                                                          | Amere Latin Estados Unidos 13,30                                             | Takumu Furuya Japón 31,31                                                      |
| 400 m vallas (23 de julio)                   | Jaheel Hyde Jamaica 49,03                                                                 | Taylor McLaughlin Estados Unidos 49,45                                       | Kyron McMaster Islas Vírgenes Británicas 49,56                                 |
| Salto de altura (22 de julio)                | Luis Enrique Zayas · Cuba · 2,27                                                          | Darius Carbin Estados Unidos 2,25                                            | Mohamat Hamdi Catar 2,23                                                       |
| Salto con pértiga (23 de julio)              | Deakin Volz Estados Unidos 5,65                                                           | Curtis Marschall Australia 5,55                                              | Armand Duplantis · Suecia · 5,45                                               |
| Salto de longitud (20 de julio)              | Maykel Massó · Cuba · 8,00                                                                | Miltiádis Tentóglou · Grecia · 7,91                                          | Darcy Roper Australia 7,88                                                     |
| Triple salto (21 de julio)                   | Lázaro Martínez Santrayll · Cuba · 17,06 RS20                                             | Cristian Nápoles · Cuba · 16,62                                              | Melvin Raffin Francia 16,37                                                    |
| Lanzamiento de peso, 6 kg (19 de julio)      | Andrei Toader · Rumania · 22,30                                                           | Bronson Osborn Estados Unidos 21,27                                          | Wictor Petersson · Suecia · 20,65                                              |
| Lanzamiento de disco, 1.750 kg (24 de julio) | Mohamed Moaaz Catar 63,63                                                                 | Oskar Stachnick · Polonia · 62,83                                            | Hleb Zhuk · Bielorrusia · 61,70                                                |
| Lanzamiento de martillo, 6 kg (22 de julio)  | Bence Halász · Hungría · 80,93                                                            | Hlib Piskunob · Ucrania · 79,58                                              | Aleksi Jaakkola · Finlandia · 77,88                                            |
| Lanzamiento de jabalina (23 de julio)        | Neeraj Chopra India 86,48 RS20                                                            | Johan Grobler Sudáfrica 80,59                                                | Anderson Peters Granada 79,65                                                  |
| Decatlón sub-20 (20 de julio)                | Niklas Kaul · Alemania · 8162 pts. RC                                                     | Maksim Andraloits · Bielorrusia · 8046 pts.                                  | Johannes Herm Estonia 7879 pts.                                                |
| 10 000 m Marcha (23 de julio)                | Callum Wilkinson Reino Unido 40:41,62                                                     | Jonathan Amores · Ecuador · 40:43,33                                         | Salih Korkmaz Turquía 40:45,53                                                 |
| 4 × 100 m (23 de julio)                      | Estados Unidos Michael Norman Hakim Montgomery Brandon Taylor Noah Lyles 38,93            | Japón Ippei Takeda Jun Yamashita Wataru Inuzuka Kenta Oshima 39,01           | Alemania · Roger Gurski · Thomas Barthel · Niels Giese · Manuel Eitel · 39,13  |
| 4 × 400 m (24 de julio)                      | Estados Unidos Champion Allison Ari Gogdell Kahmari Montgomery Wilbert London III 3:02,39 | Botsuana Omphemetse Poo Baboloki Thebe Karabo Sibanda Xholani Talabe 3:02,81 | Jamaica Anthony Carpenter Sean Bailey Therry Thomas Christopher Taylor 3:04,83 |

- RS20: Récord mundial en categoría sub-20.
- RC: Récord de campeonato.

### Femenino
| Evento                                       | Oro                                                                                | Plata                                                                               | Bronce                                                                                    |
| -------------------------------------------- | ---------------------------------------------------------------------------------- | ----------------------------------------------------------------------------------- | ----------------------------------------------------------------------------------------- |
| 100 m (21 de julio)                          | Candace Hill Estados Unidos 11,07 RC                                               | Ewa Swoboda · Polonia · 11,12                                                       | Khalifa St. Fort Trinidad y Tobago 11,18                                                  |
| 200 m (23 de julio)                          | Edidiong Odiong Baréin 22,84                                                       | Evelyn Rivera · Colombia · 23,21                                                    | Estelle Raffai Francia 23,48                                                              |
| 400 m (21 de julio)                          | Tiffany James Jamaica 51,32                                                        | Linna Irby Estados Unidos 51,39                                                     | Junelle Bromfield Jamaica 52,05                                                           |
| 800 m (21 de julio)                          | Samantha Watson Estados Unidos 2:04,52                                             | Aaliyah Miller Estados Unidos 2:05,06                                               | Tigist Ketema Etiopía 2:05,13                                                             |
| 1500 m (24 de julio)                         | Adanech Anbesa Etiopía 4:08,07                                                     | Fantu Worku Etiopía 4:08,43                                                         | Christina Aragón Estados Unidos 4:08,71                                                   |
| 3000 m (20 de julio)                         | Beyenu Degefa Etiopía 8:41,76 RC                                                   | Dalila Gosa Baréin 8:46,42                                                          | Konstanze Klosterhalfen · Alemania · 8:46,74                                              |
| 5000 m (23 de julio)                         | Kalkindan Feltie Etiopía 15:29,64                                                  | Emmaculate Chepkirui Kenia 15:31,12                                                 | Bontu Rebitu Baréin 15:31,93                                                              |
| 3000 m obstáculos (22 de julio)              | Celliphine Chespol Kenia 9:25,15 RC                                                | Tigist Getnet Baréin 9:34,08                                                        | Agrie Belachew Etiopía 9:37,17                                                            |
| 100 m vallas, 99 cm (24 de julio)            | Elvira Herman · Bielorrusia · 12,85 RC                                             | Rushelle Burton Jamaica 12,87                                                       | Tia Jones Estados Unidos 12,89                                                            |
| 400 m vallas (22 de julio)                   | Anna Cockrell Estados Unidos 55,20                                                 | Shannon Kalawan Jamaica 56,54                                                       | Xahria Santiago · Canadá · 56,90                                                          |
| Salto de altura (24 de julio)                | Michaela Hrubá · República Checa · 1,91                                            | Ximena Esquivel · México · 1,89                                                     | Yuliia Levchenko · Ucrania · 1,86                                                         |
| Salto con pértiga (21 de julio)              | Angélica Moser · Suiza · 4,55 RC                                                   | Robeilys Peinado · Venezuela · 4,40                                                 | Wilma Murto · Finlandia · 4,40                                                            |
| Salto de longitud (22 de julio)              | Yanis David Francia 6,42                                                           | Sophie Weissenberg · Alemania · 6,40                                                | Hilary Kpatcha Francia 6,33                                                               |
| Triple salto (23 de julio)                   | Chen Ting China 13,85                                                              | Konstadína Romeu · Grecia · 13,55                                                   | Georgiana-luliana Anitei · Rumania · 13,49                                                |
| Lanzamiento de peso, 6 kg (20 de julio)      | Alina Kenzel · Alemania · 17,58                                                    | Song Jiayuang China 16,36                                                           | Alyssa Wilson Estados Unidos 16,33                                                        |
| Lanzamiento de disco, 0.750 kg (21 de julio) | Kristina Rakočević · Montenegro · 56,36                                            | Kirsty Williams Australia 53,91                                                     | Alexandra Emilianov Moldavia 53,08                                                        |
| Lanzamiento de martillo, 6 kg (23 de julio)  | Beatrice Llano · Noruega · 64,33                                                   | Alexandra Hulley Australia 63,47                                                    | Suvi Koskinen · Finlandia · 62,49                                                         |
| Lanzamiento de jabalina (20 de julio)        | Klaudia Maruszewska · Polonia · 57,59                                              | Jo-Ane van Dyk Sudáfrica 57,32                                                      | Eda Tugsuz Turquía 56,71                                                                  |
| Heptatlón (22 de julio)                      | Sarah Lagger · Austria · 5960 pts.                                                 | Adriana Rodríguez · Cuba · 5925 pts.                                                | Hanne Maudens · Bélgica · 5881 pts.                                                       |
| 10 000 m Marcha (19 de julio)                | Ma Zhenxia China 45:18,45                                                          | Noemi Stella · Italia · 45:23,85                                                    | Yehualeye Beletew Etiopía 45:33,69                                                        |
| 4 × 100 m (23 de julio)                      | Estados Unidos Tia Jones Taylor Bennett Kaylor Harris Candace Hill 43,69           | Francia Tamara Murcia Cynthia Leduc Fanny Peltier Estelle Raffai 44,05              | Alemania · Katrin Fehm · Keshia Kwadwo · Eleni Frommann · Chantal Butzek · 44,18          |
| 4 × 400 m (24 de julio)                      | Estados Unidos Lynna Irbi Anna Cockrell Karrington Winters Samantha Watson 3:29,11 | Jamaica Shannon Kalawan Tiffany James Stacey-Ann Williams Junelle Bromfield 3:31,01 | Canadá · Xahria Santiago · Ashlan Best · Natassha McDonald · Victoria Tachinski · 3:32,25 |

- RC: Récord de campeonato.

## Medallero
| Núm. | País                            | Oro | Plata | Bronce | Total |
| ---- | ------------------------------- | --- | ----- | ------ | ----- |
| 1    | Estados Unidos (USA)            | 11  | 6     | 4      | 21    |
| 2    | Kenia (KEN)                     | 5   | 2     | 2      | 9     |
| 3    | Etiopía (ETH)                   | 4   | 2     | 4      | 10    |
| 4    | Cuba (CUB)                      | 3   | 2     | 0      | 5     |
| 5    | Jamaica (JAM)                   | 2   | 3     | 3      | 8     |
| 6    | Alemania (GER)                  | 2   | 1     | 3      | 6     |
| 7    | China (CHN)                     | 2   | 1     | 0      | 3     |
| 8    | Catar (QAT)                     | 2   | 0     | 1      | 3     |
| 9    | Baréin (BHR)                    | 1   | 2     | 1      | 4     |
| 10   | Polonia (POL)                   | 1   | 2     | 0      | 3     |
| 11   | Francia (FRA)                   | 1   | 1     | 3      | 5     |
| 12   | Bielorrusia (BLR)               | 1   | 1     | 1      | 3     |
| 12   | Rumania (ROU)                   | 1   | 1     | 1      | 3     |
| 14   | Austria (AUT)                   | 1   | 0     | 0      | 1     |
| 14   | República Checa (CZE)           | 1   | 0     | 0      | 1     |
| 14   | Reino Unido (GBR)               | 1   | 0     | 0      | 1     |
| 14   | Hungría (HUN)                   | 1   | 0     | 0      | 1     |
| 14   | India (IND)                     | 1   | 0     | 0      | 1     |
| 14   | Montenegro (MNE)                | 1   | 0     | 0      | 1     |
| 14   | Noruega (NOR)                   | 1   | 0     | 0      | 1     |
| 14   | Suiza (SUI)                     | 1   | 0     | 0      | 1     |
| 22   | Australia (AUS)                 | 0   | 3     | 1      | 4     |
| 23   | Sudáfrica (RSA)                 | 0   | 3     | 0      | 3     |
| 24   | Eritrea (ERI)                   | 0   | 2     | 0      | 2     |
| 24   | Grecia (GRE)                    | 0   | 2     | 0      | 2     |
| 26   | Italia (ITA)                    | 0   | 2     | 0      | 2     |
| 27   | Botsuana (BOT)                  | 0   | 1     | 1      | 2     |
| 27   | Japón (JPN)                     | 0   | 1     | 1      | 2     |
| 27   | Ucrania (UKR)                   | 0   | 1     | 1      | 2     |
| 30   | Colombia (COL)                  | 0   | 1     | 0      | 1     |
| 30   | Ecuador (ECU)                   | 0   | 1     | 0      | 1     |
| 30   | México (MEX)                    | 0   | 1     | 0      | 1     |
| 30   | Venezuela (VEN)                 | 0   | 1     | 0      | 1     |
| 30   | Yibuti (DJI)                    | 0   | 1     | 0      | 1     |
| 35   | Finlandia (FIN)                 | 0   | 0     | 3      | 3     |
| 36   | Canadá (CAN)                    | 0   | 0     | 2      | 2     |
| 36   | Turquía (TUR)                   | 0   | 0     | 2      | 2     |
| 38   | Barbados (BAR)                  | 0   | 0     | 1      | 1     |
| 38   | Bélgica (BEL)                   | 0   | 0     | 1      | 1     |
| 38   | Estonia (EST)                   | 0   | 0     | 1      | 1     |
| 38   | Granada (GRN)                   | 0   | 0     | 1      | 1     |
| 38   | Islas Vírgenes Británicas (IVB) | 0   | 0     | 1      | 1     |
| 38   | Marruecos (MAR)                 | 0   | 0     | 1      | 1     |
| 38   | Moldavia (MDA)                  | 0   | 0     | 1      | 1     |
| 38   | Suecia (SWE)                    | 0   | 0     | 1      | 1     |
| 38   | Trinidad y Tobago (TTO)         | 0   | 0     | 1      | 1     |
| 38   | Uganda (UGA)                    | 0   | 0     | 1      | 1     |